# Elaeocarpus johnsonii
Elaeocarpus johnsonii är en tvåhjärtbladig växtart som beskrevs av F.Müll. och Cyril Tenison White. Elaeocarpus johnsonii ingår i släktet Elaeocarpus och familjen Elaeocarpaceae. Inga underarter finns listade i Catalogue of Life.